# ليتيرالي، رايت بيفور آرون
ليتيرالي، رايت بيفور آرون (بالإنجليزية: Literally, Right Before Aaron)‏ هو فيلم كوميدي أمريكي تم إنتاجه في سنة 2017 وهو من إخراج وتأليف رايان أيجولد وبطولة جاستين لونغ وكوبي سمولدرز وريان هانسن وجون تشو وكريستين شال وبيتر غالاغر ودانا ديلاني وليا تومبسن ولويس غوزمان. تم عرض الفيلم لأول مرة في مهرجان تريبيكا السينمائي في 22 أبريل 2017 وتم إطلاقه على شاشات السينما في 29 سبتبمر 2017.

## القصة
قصة الفيلم تتكلم عن عاشقين في الكلية أدم وأليسون، يحزن أدم بعدما تقرر عشيقته الانفصال عنه وبعد سنة من انفصالهما يجد نفسه أنه يصبح بمثابة صديق عزيز لها وتدعوه لحفلة زفافها من شخص إسمه آرون.

## البطولة
- جاستين لونغ بدور أدم
- كوبي سمولدرز بدور أليسون
- ريان هانسن بدور آرون
- جون تشو بدور مارك
- كريستين شال بدور تالولا
- بيتر غالاغر بدور أورون شفارتزمان
- دانا ديلاني بدور ويندي
- ليا تومبسون بدور ديب
- لويس غوزمان بدور فيديريكو
- بريغا هيلان بدور جولي
- شارلوت مكيني بدور شارلوت
- شارلين إي بدور كلير
- ريك أوفرتون بدور دين
- مانو إنتريامي بدور لي
- جينجر غونزاغا بدور هيلين
- فيلا لوف بدور جين
- أدم روز بدور ألان
- دوف تفتنباخ بدور ديفيد
- سام هننغس بدور الأب جاك
- بارفيش تشينا بدور روهان
- تاليا تومس بدور لياندرا
- داريوس بلاين بدور الدي جي

## التقييم
حصل الفيلم على تقييم 26% في موقع الطماطم الفاسدة وذكر النقاد أن الفيلم كوميديته ضعيفة وأن طاقم الفيلم لم يبلو بلاء جيداً فيها.

## وصلات خارجية
- ليتيرالي، رايت بيفور آرون على موقع IMDb (الإنجليزية)
- ليتيرالي، رايت بيفور آرون على موقع ميتاكريتيك (الإنجليزية)
- ليتيرالي، رايت بيفور آرون على موقع روتن توميتوز (الإنجليزية)
- ليتيرالي، رايت بيفور آرون على موقع أول موفي (الإنجليزية)
- ليتيرالي، رايت بيفور آرون على موقع بوكس أوفيس موجو (الإنجليزية)
- ليتيرالي، رايت بيفور آرون على موقع فيلمافينيتي (الإسبانية)
- ليتيرالي، رايت بيفور آرون على موقع قاعدة بيانات الفيلم (الإنجليزية)
- ليتيرالي، رايت بيفور آرون على موقع ليتربوكسد (الإنجليزية)
- ليتيرالي، رايت بيفور آرون على موقع كينوبويسك (الروسية)

- ليتيرالي، رايت بيفور آرون على قاعدة بيانات الأفلام على الإنترنت